# Gossamer Albatross
De Gossamer Albatross is een door spierkracht aangedreven vliegtuig, gebouwd door AeroVironment. Op 12 juni 1979 voltooide het een succesvolle oversteek van Het Kanaal.

## Ontwerp en ontwikkeling
Het vliegtuig is ontworpen en gebouwd door een team onder leiding van Paul MacCready, een bekende Amerikaanse luchtvaartingenieur en ontwerper. Gossamer Albatross was zijn tweede mensaangedreven vliegtuig, het eerste was de Gossamer Condor, die op 23 augustus 1977 de eerste Kremer-prijs had gewonnen. De tweede Kremer-uitdaging werd vervolgens aangekondigd als een vlucht over Het Kanaal, ter herinnering aan de oversteek van Louis Blériot van 1909. Het vliegtuig heeft een canard-configuratie, met een grote horizontale stabilo voor de vleugel; vergelijkbaar met de succesvolle Wright Flyer van de gebroeders Wright. De grote, tweebladige propeller wordt aangedreven met pedalen. De Gossamer Albatross is gebouwd met een frame van koolstofvezel, waarbij de "ribben" van de vleugels zijn gemaakt van geëxpandeerd polystyreen; de hele structuur werd vervolgens verpakt in een dunne, transparante kunststof (polyethyleentereftalaat). Het leeggewicht was slechts 32 kg; het totaalgewicht voor de Kanaalvlucht was bijna 100 kg. Om het toestel in de lucht te houden, werd het ontworpen met zeer lange, taps toelopende vleugels (hoge aspectverhouding), zoals die van een zweefvliegtuig, waardoor de vlucht met een minimum aan kracht kan worden uitgevoerd. In stilstaande lucht was het benodigde vermogen in de orde van grootte van 300 W (0,40 pk), hoewel zelfs bij lichte turbulentie dit cijfer snel toenam.

## De oversteek
Net voor 06.00 uur op 12 juni 1979 bracht amateurwielrenner en piloot Bryan Allen de trapsnelheid van de Albatross op de 75 omwentelingen per minuut waar hij op had geoefend, en hij vertrok van een punt nabij Folkestone in Engeland. De omstandigheden in Het Kanaal en het gebrek aan wind waren ideaal voor de overtocht.
Maar al snel kwamen het vliegtuig en de piloot in de problemen. De radio van Allen werkte een tijdje niet meer en hij kon alleen via hand- en hoofdbewegingen communiceren met de volgboten. Allens watervoorraad was voldoende voor een vlucht van twee uur, maar door tegenwind duurde de overtocht langer. Door het tekort aan water kreeg Allen last van uitdroging en krampen in de benen. Met toenemende tegenwind nam de bezorgdheid toe dat de vlucht zou moeten worden afgebroken.
Omdat de kust van Frankrijk nog steeds niet in zicht was, manoeuvreerde een volgboot zich voor de Albatross om aan te haken en hem in veiligheid te brengen. Voor deze procedure was Allen een beetje hoger gaan vliegen en hij ondervond daar minder turbulentie, dus bleef hij doortrappen om te kijken of er vooruitgang kon worden geboekt. Met een kalmerende wind ging Allen verder en landde op een strand bij Cap Gris-Nez in Frankrijk. Hij had de oversteek van 35,7 km volbracht in 2 uur en 49 minuten, met een topsnelheid van 29 km/h en een gemiddelde hoogte van 5 ft (1,5 meter).

## Versies
Het team van MacCready heeft twee Albatrossen gebouwd; het back-up vliegtuig werd gezamenlijk getest als onderdeel van het NASA Langley/Dryden vluchtonderzoeksprogramma in 1980, en werd ook in de Houston Astrodome gevlogen; de allereerste gecontroleerde binnenvlucht ooit met een door spierkracht aangedreven vliegtuig. De Gossamer Albatross II is momenteel te zien in het Museum of Flight in Seattle, Washington.

## Prijzen
Voor zijn werk aan de Gossamer Albatross ontving MacCready in 1979 de Collier Trophy.